# Julio García Vico

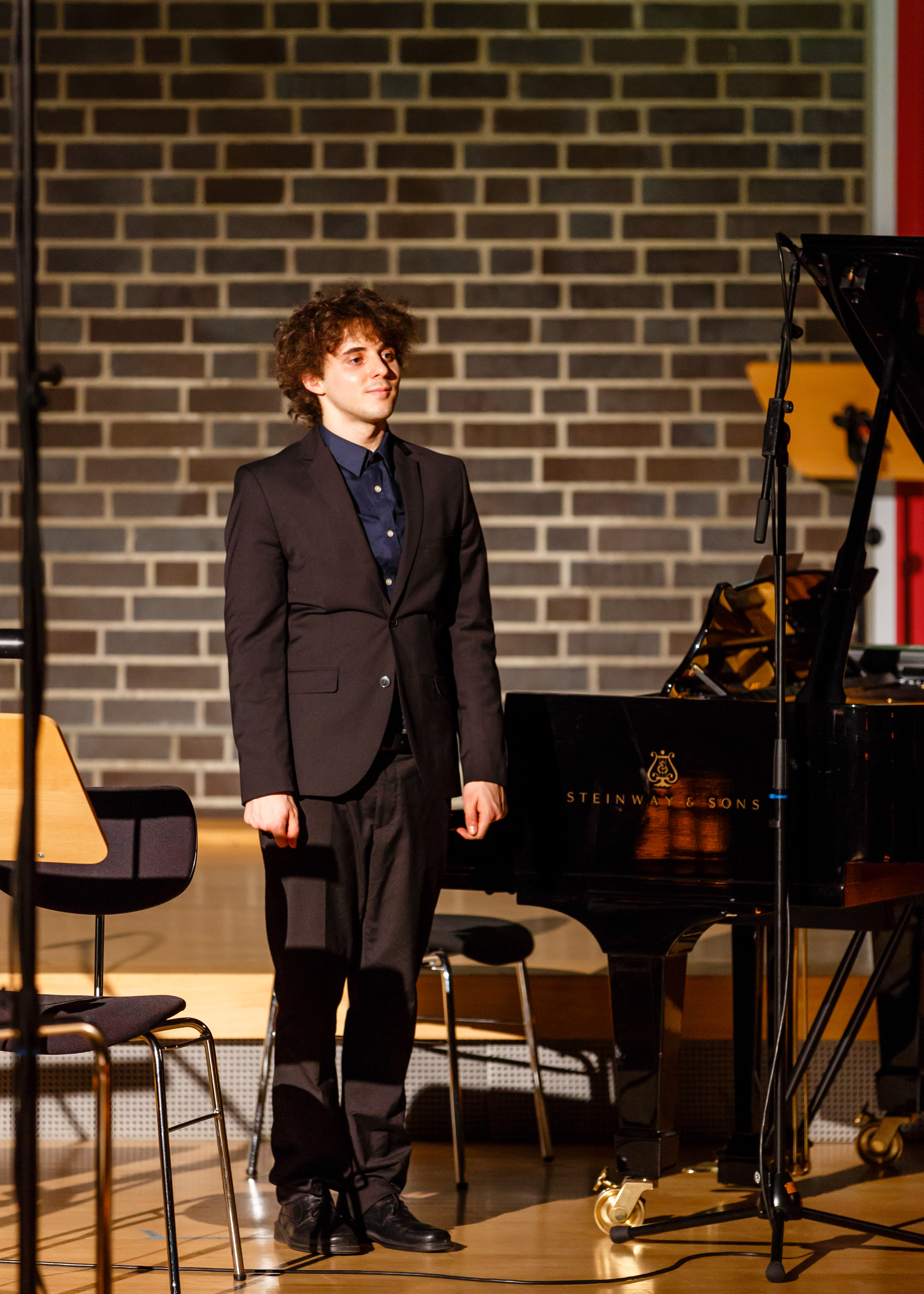
Julio García Vico (2016)

Julio Garcia Vico (* 1992 in Cádiz, Spanien) ist ein spanischer Dirigent und Pianist.
Vico ist der Gewinner des London Symphony Orchestra Donatella Flick Conducting Competition 2021, des Deutschen Dirigentenpreises 2019, des Opernpreises und des Publikumpreises. Seit 2018 ist er Mitglied des Forums Dirigieren des Deutschen Musikrates.